# Saint-Couat-d'Aude
Saint-Couat-d'Aude é uma comuna francesa na região administrativa de Occitânia, no departamento de Aude. Estende-se por uma área de 5,38 km². Em 2010 a comuna tinha 400 habitantes (densidade: 74,3 hab./km²).